# Venezuela
De Bolivariaanse Republiek Venezuela (Spaans: República Bolivariana de Venezuela) is een land in het noorden van Zuid-Amerika, dat grenst aan de Caribische Zee en de Atlantische Oceaan in het noorden, Guyana in het oosten, Brazilië in het zuiden en Colombia in het westen. Voor de Venezolaanse kust liggen Aruba, Bonaire, Curaçao, Isla Margarita en Trinidad en Tobago.
Het adjectief bolivariaanse slaat op de Zuid-Amerikaanse vrijheidsstrijder Simón Bolívar.

## Geschiedenis
De prekoloniale bewoners van het huidige Venezuela waren afstammelingen van volkeren met ruimere verspreiding over het Amazonegebied: Arowakken, Cariben en Chibchas. Door de geografie en het klimaat ontstond er nooit een centraal geleide, complexe maatschappij. Het gebied herbergde erg diverse beschavingen van zowel jager-verzamelaars (zoals de Warau) als technisch gesofisticeerde, sedentaire landbouwers zoals de Chibchas.
De kolonisatie begon in 1498 met de derde reis van Christoffel Columbus. Het koloniale bewind organiseerde reservaten waarin de oorspronkelijke bevolking gemeenschappelijke gronden behield buiten het bereik van de criollos.
De naam Venezuela betekent Klein Venetië. De delta van de Orinoco deed denken aan Venetië. Venezuela was de locatie van de vijfde permanente Spaanse vestiging in Zuid-Amerika in 1513, om daarna deel te worden van de Spaanse onderkoninkrijken Peru en Nieuw-Granada. Na 1717 waren Venezolaanse provincies onderdeel van het Onderkoninkrijk Nieuw-Granada, maar in 1777 scheidde die zich daar van af als de Capitanía General de Venezuela. Na de Venezolaanse Onafhankelijkheidsoorlog, een periode van verschillende oproeren en twee tijdelijke republieken, werd het land in 1821 definitief onafhankelijk van Spanje onder leiding van Simón Bolívar, Venezuela's beroemdste zoon. Venezuela vormde met het huidige Colombia (inclusief Panama) en Ecuador de Republiek van Groot-Colombia (Gran Colombia). In 1830 werd Venezuela een onafhankelijke republiek.
Een groot deel van de 19e en 20e eeuw werd gekenmerkt door perioden van politieke instabiliteit, dictatoriaal bewind, en revolutionaire onrust. Nadat de militairen in 1958 hun actieve bemoeienis met de nationale politiek gestaakt hadden, begon een periode van democratisch civiel bestuur. In 1992 vond er een mislukte staatsgreep plaats, die door Hugo Chávez georganiseerd was. Hij werd gevangengenomen, maar herkreeg zijn vrijheid een paar jaar later. Hij stelde zich kandidaat voor het presidentschap en werd gekozen in 1998. In 2002 vond er wederom een mislukte staatsgreep plaats; ditmaal gericht tegen het bewind van Chávez. Volgens Chávez was deze coup door de VS gesteund, en ook de voormalige president van de Verenigde Staten, Jimmy Carter, denkt dat er weinig twijfel is dat de VS volledig op de hoogte was van de coup, of erbij betrokken was. In opeenvolgende verkiezingen en referenda bleef Hugo Chávez duidelijke overwinningen behalen.
Op 5 maart 2013 maakte vicepresident Nicolás Maduro bekend dat Hugo Chávez op 58-jarige leeftijd was overleden na een lange strijd tegen kanker. Nicolás Maduro volgde hem op als president van Venezuela. De verkiezingen van mei 2018 werden geboycot door de oppositie, omdat geen sprake zou zijn van eerlijke verkiezingen. Na de verkiezingen werd bekendgemaakt dat deze door Maduro waren gewonnen.
Na massale protesten tegen het bewind van Maduro, gericht tegen de economische malaise en het repressieve bewind, riep Juan Guaidó, de gekozen voorzitter van het parlement, zich op 23 januari 2019 uit tot interim-president. Kort daarop werd hij door een groot aantal staten, waaronder de Verenigde Staten en Nederland, alsmede door het Europees Parlement, erkend als nieuwe president van Venezuela. Op 6 januari 2021 maakten de lidstaten van de Europese Unie in een gezamenlijke verklaring bekend dat de EU Guaidó niet langer erkende als interim-president van Venezuela, omdat zijn termijn als parlementsvoorzitter was verstreken.
Door de politieke oppressie en slechte economische situatie verlieten vanaf 2014 veel bewoners het land op legale of illegale wijze. Meer dan vier miljoen Venezolanen hadden inmiddels hun land verlaten. In Peru alleen is het aantal asielaanvragen gestegen van 33.100 in 2017 naar 190.500 in 2018.

## Bestuurlijke indeling
Venezuela is onderverdeeld in 23 staten (estados), een federaal district (distrito capital) en een federaal gebiedsdeel (dependencias federales, een aantal eilandjes voor de kust). De staten zijn onderverdeeld in gemeenten (municipios); een beperkt aantal gemeenten vormen een samenwerkingsverband als district (distritos). De gemeenten zijn verder onderverdeeld in parochies (parroquias).
Venezuela claimt op grond van het verdrag van Tordesillas Guyanees grondgebied ten westen van de rivier de Essequibo (Guayana Esequiba) alsook de eilanden voor de kust (Antillas).

## Bevolking

### Bevolkingsgroepen

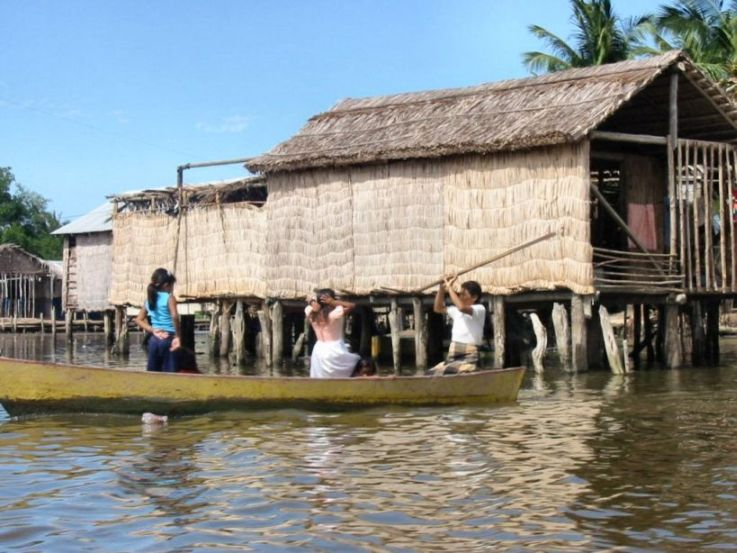
De autochtone bevolking aan de (west)kust van Venezuela. Venezuela betekent eigenlijk "Klein Venetië", het dankt zijn naam aan het feit dat de woonstijl de eerste ontdekkingsreizigers na Columbus aan Venetië deed denken.

Venezuela kent een diverse bevolkingssamenstelling. De oorspronkelijke bewoners zijn de Indianen. De Venezolaanse indianen wonen geïsoleerd in het oerwoud. De grootste bevolkingsgroep bestaat tegenwoordig echter uit Mestiezen; afstammelingen van Spaanse kolonisten en Indianen. Daarnaast kent Venezuela een significante vertegenwoordiging Afro-Venezolanen; afstammelingen van Afrikaanse slaven (en Spanjaarden), en afstammelingen van Indianen en Afrikanen (Zambos). Deze groepen kregen tijdens immigratiegolven in de 20e eeuw gezelschap van Italianen, Portugezen, Duitsers en anderen.
Van de totale bevolking is 69% van gemengde (Europees-Indiaanse) afkomst, 20% Europees, 9% Afrikaans, 2% Indiaans. In 2017 had Venezuela naar schatting ruim 31 miljoen inwoners.

### Demografie
Ongeveer 85% van de bevolking leeft in stedelijke gebieden in het noorden van het land. Terwijl ongeveer de helft van Venezuela bezuiden de Orinoco ligt, woont daar slechts 5% van de bevolking. De urbanisatiegraad bedraagt 89%.

### Taal
De officiële taal is het Spaans, in het kustgebied wordt voornamelijk Caribisch-Spaans gesproken. Daarnaast worden er talloze Indiaanse talen gesproken. Ook zijn er door immigranten gesproken talen.

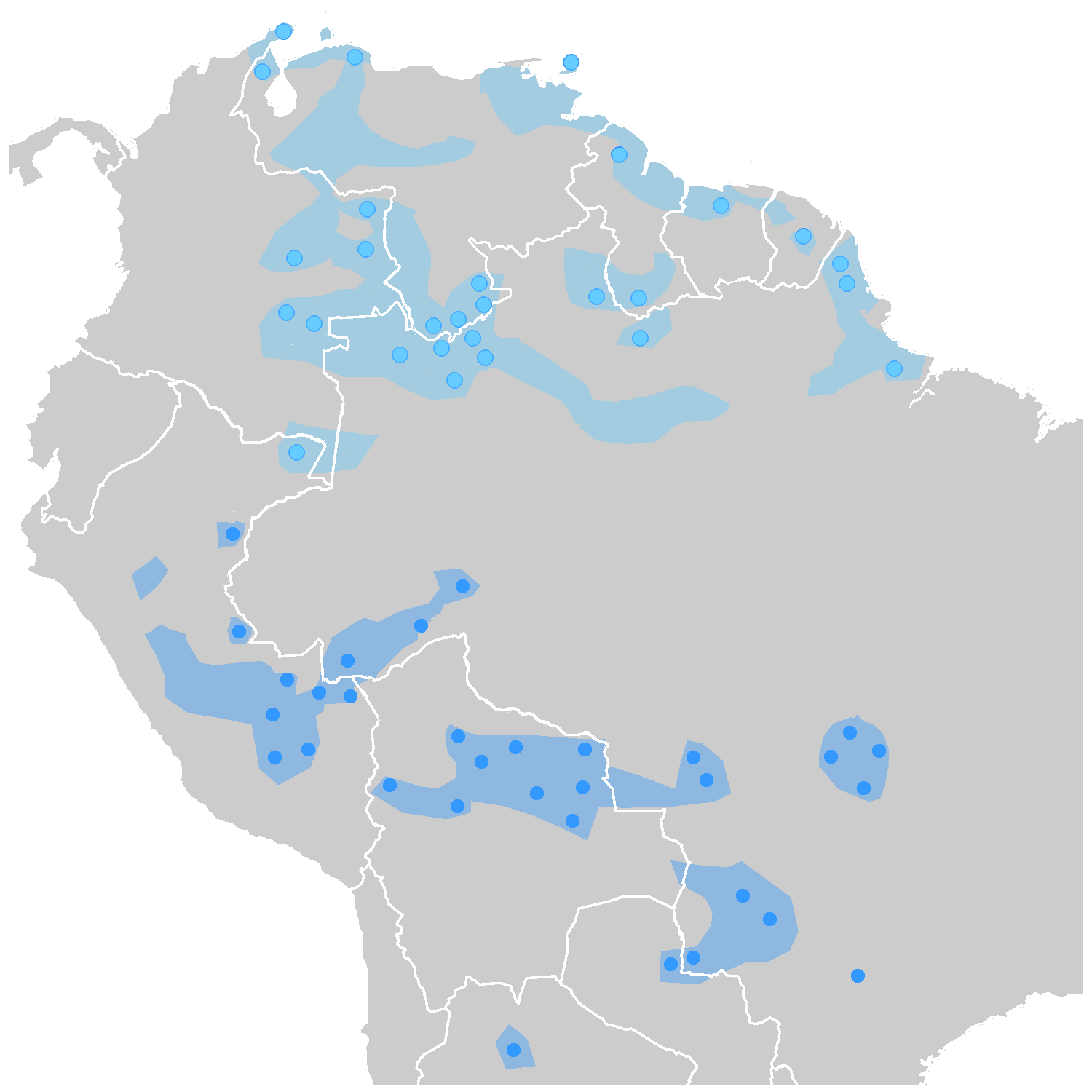
De Arawaktaal in Zuid-Amerika

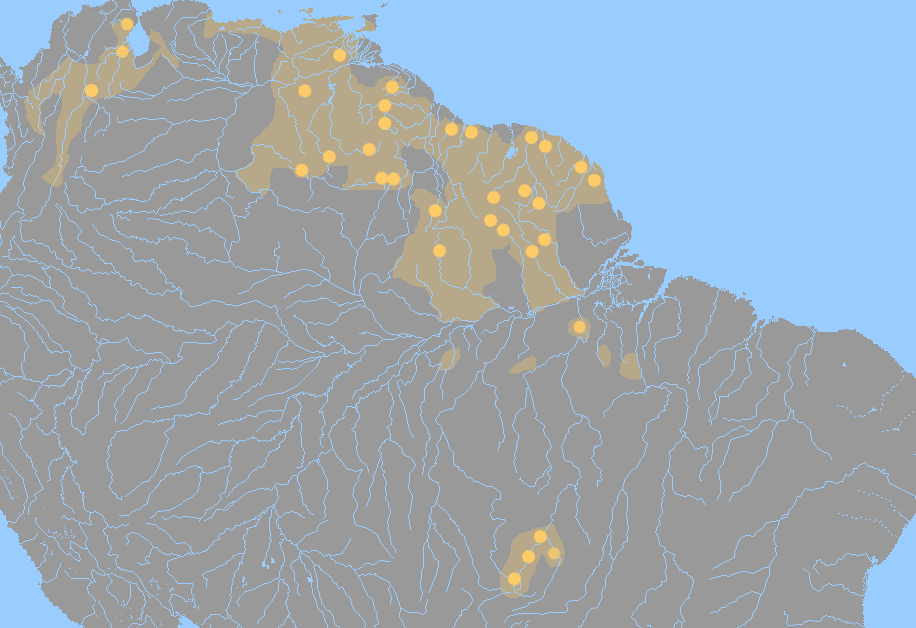
Caribische taal, c. 2000

Yanomami in Venezuela
Yanomamö [guu]
Ninam [shb]
Yanomámi [wca]
Sanumá [xsu]
Yaroamë [yro]

Inheemse talen:
- Taalfamilie: Arawaktalen
  - Añu
  - Baniva
  - Bauré
  - Kurripako
  - Lokono
  - Piapoko
  - Warekena
  - Wayuu

- Taalfamilie: Caribische talen
  - Akawayo
  - Chaima (†)
  - Cumanagoto (†)
  - Eñepá o panare
  - Japrería
  - Kariña
  - Pemón
  - Tamanaco (†)
  - Wanai o mapoyo
  - Yavarana
  - Ye'kuana
  - Yukpa
- Taalfamilie: Chibcha
  - Barí
- Taalfamilie: Guahiban
  - Jivi
  - Kuiva
- Taalfamilie: Sáliva
  - Maku
  - Sáliva
  - Wótuja
- Taalfamilie: Tupí
  - Yeral

- Taalfamilie: Yanomami
  - Sanemá
  - Yanomami
  - Yanam
- Taalfamilie: Makú
  - Puinave
  - Joti
- Taalfamilie: Jirajarana
  - Jirajarana

Talen zonder taalfamilie
- Pumé
- Sapé
- Uruak
- Warao

### Religie
Volgens de grondwet is er vrijheid van godsdienst. Het overgrote deel van de Venezolanen (96%) is katholiek. In de 19e eeuw werd de kerk vervolgd in Venezuela onder het bewind van Antonio Guzmán Blanco: de kloosters werden opgeheven en de eigendommen van de kerk werden geconfisqueerd. Er zijn thans zeven aartsbisdommen, negentien bisdommen en vier apostolische vicariaten. De primaat van de kerk in Venezuela is de aartsbisschop van Caracas.
Een kleine minderheid (2%) is protestant (overwegend zevendedagsadventisten en leden van pinkstergemeenten) of hangt een andere godsdienst aan (2%). De joodse gemeenschap telt ca. 15.000 leden. Een deel van de oorspronkelijke Indianenbevolking hangt natuurreligies aan.

## Geografie

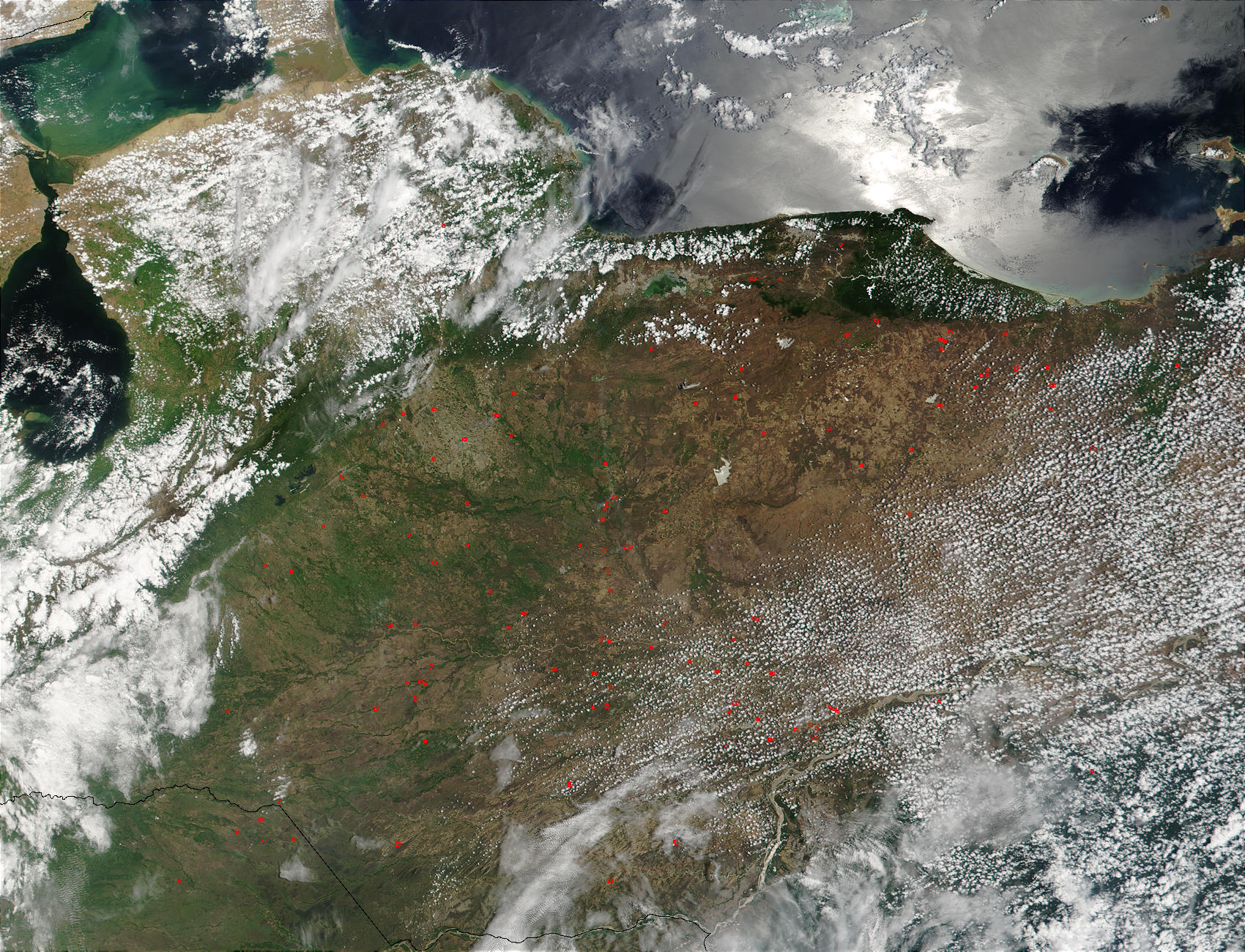
Satellietfoto Venezuela

Venezuela kent een grote variëteit aan landschappen, zoals de noordoostelijke uitlopers van het Andesgebergte in het noordwesten en langs de noordelijke Caribische kust, met als hoogste punt de Pico Bolívar van 5007 meter.
In het noordwesten liggen ook de laaglanden rond het Meer van Maracaibo en de Golf van Venezuela. Het centrum van het land wordt gekenmerkt door uitgestrekte vlaktes, llanos, die zich uitspreiden van de Colombiaanse grens tot de rivierdelta van de Orinoco. In het zuiden ligt het geïsoleerde Hoogland van Guyana, met de Ángelwaterval, de hoogste waterval in de wereld.
Op de Gran Sabana zijn veel tepui's te vinden.
Het klimaat is tropisch en over het algemeen heet en vochtig, maar meer gematigd in de hooglanden.

### Eilanden
Langs de kust bevindt zich een aantal eilanden. Aan de noordwestkant liggen Los Monjes (federaal gebied) en het schiereiland Paraguaná (deelstaat Falcón).
Aan de noordoostkant liggen de eilanden La Tortuga (federaal gebied) en Isla Margarita, Cubagua en Coche (samen de deelstaat Nueva Esparta).

### Steden

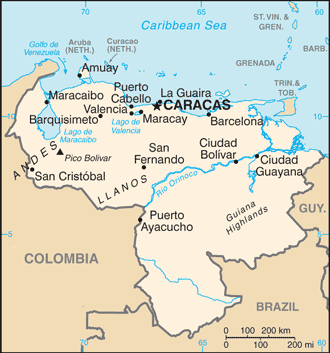
Kaart Venezuela

De hoofdstad Caracas is de grootste stad van het land.
Andere belangrijke steden zijn:
- Maracaibo
- Barquisimeto
- Valencia
- Mérida
- Maracay
- Ciudad Guayana

Zie voor een overzicht van de gemeenten (met bijhorende hoofdplaats) de lijst van gemeenten in Venezuela.

### Grenzen
Over land:
- Coöperatieve Republiek Guyana (1.150 km)
- Federale Republiek Brazilië (2.199 km)
- Republiek Colombia (2.649 km)

Over zee:
- Dominicaanse Republiek
- Federatie van Saint Kitts en Nevis (80 km)
- Franse Republiek (Guadeloupe en Martinique)
- Gemenebest Dominica (80 km)
- Grenada (300 km)
- Saint Lucia (10 km)
- Saint Vincent en de Grenadines (90 km)
- Republiek Trinidad en Tobago
- Koninkrijk der Nederlanden (Aruba, Bonaire, Curaçao, Saba en Sint Eustatius)
- Verenigde Staten van Amerika (Puerto Rico en Amerikaanse Maagdeneilanden)
- Verenigd Koninkrijk van Groot-Brittannië en Noord-Ierland (Montserrat) (45 km)

## Natuur
- Nationaal park Canaima

Er zijn ongeveer 105 beschermde gebieden in Venezuela, die ongeveer 26% van het continentale, mariene en insulaire oppervlak van het land beslaan.

## Cultuur

### Venezolaans symbool
BloemOrchidee (Cattleya mossiae): is op 23 maart 1952 tot nationale bloem van Venezuela verklaard. Deze soort orchidee werd in 1830 in Venezuela voor het eerst ontdekt.
BoomAraguaney (Tabebuia chrysantha): is op 29 maart 1948 tot nationale boom van Venezuela verklaard. De naam van deze boom is een combinatie van een inheemse taal in Venezuela en het Grieks. Haar naam betekent goudenbloem, dat heeft ze te danken aan haar gele kleur.
VogelOranje troepiaal (Icterus icterus): is op 23 mei 1958 tot nationale vogel van Venezuela verklaard. Hij heeft een spanwijdte van ongeveer 24 centimeter. Het hele lijf is geel en oranje, de zwarte kop heeft een blauwe vlek rondom het oog en de vleugels zijn zwart met witte strepen.
VolksliedGloria al bravo pueblo: het lied is officieel aangesteld door president Antonio Guzmán Blanco op 25 mei 1881. De tekst is gemaakt door de journalist Vicente Salias in 1810. De muziek is er later bij gemaakt door Juan José Landaeta.
Alma LLanera: is een lied van het genre joropo. Het lied werd door Pedro Elías Gutiérrez gecomponeerd en is gebaseerd op een tekst van Rafael Bolívar Coronado. Alma LLanera wordt beschouwd als het tweede volkslied van Venezuela. Dit lied werd op 19 september 1914 voor het eerst uitgegeven in de Teatro Municipal van Caracas.
Miss VenezuelaDe verkiezing van Miss Venezuela is de nationale missverkiezing van Venezuela en wordt gehouden sinds het jaar 1952.

## Bezienswaardigheden
- Monumenten op de Werelderfgoedlijst

## Economie
Na de Eerste Wereldoorlog raakte de Venezolaanse economie, die tot dan toe gericht was op landbouw, meer en meer gebaseerd op de productie en export van aardolie.
De economie van Venezuela is zeer sterk afhankelijk van de productie van aardolie. Het is de belangrijkste bron van inkomsten voor het land, het grootste exportproduct en levert een majeure bijdrage aan de inkomsten van de overheid. In 2019 bereikte het bruto binnenlands product (bbp) $ 99 miljard, een dramatische daling ten opzichte van 2012 toen het nog $ 298 miljard bedroeg. De cijfers fluctueren sterk afhankelijk van de ontwikkeling van de olieprijs op de wereldmarkt. In 2015 bedroeg de totale exportopbrengst van Venezuela $ 74 miljard, bijna uitsluitend olie en olieproducten. In 2019 was de exportopbrengst gehalveerd naar $ 35 miljard. Venezuela had in 2019 een overschot op de handelsbalans, de daling van de exportopbrengsten is opgevangen door een nog scherpere daling van de importen.
| Jaar | Reële groei bbp | bbp per hoofd (in US$) | Inflatie | Begrotings- saldo (in % bbp) | Staats- schuld (in % bbp) | Saldo lopende rekening (in % bbp) | Werkloosheid (in % beroeps- bevolking) | Olieproductie (in 1000 vpd) |
| ---- | --------------- | ---------------------- | -------- | ---------------------------- | ------------------------- | --------------------------------- | -------------------------------------- | --------------------------- |
| 2010 | −1,5%           | 11.158                 | 28,2%    | −4,7%                        | 37,7%                     | 1,8%                              | 8,5%                                   | 2842                        |
| 2011 | 4,2%            | 10.934 (t)             | 26,1%    | −8,2%                        | 52,5%                     | 5,2%                              | 8,2%                                   | 2755                        |
| 2012 | 5,6%            | 12.688 (t)             | 21,1%    | −9,9%                        | 58,4%                     | 0,7%                              | 7,8% (t)                               | 2704                        |
| 2013 | 1,3%            | 8693 (t)               | 40,6%    | −10,4%                       | 85,4%                     | 1,8%                              | 7,5% (t)                               | 2680                        |
| 2014 | −3,9%           | 7107 (t)               | 62,2%    | −9,8%                        | 84,9%                     | 2,3%                              | 6,7% (t)                               | 2692                        |
| 2015 | −6,2%           | 4097 (t)               | 121%     | −8,1%                        | 129,8%                    | −12,8%                            | 7,4% (t)                               | 2864                        |
| 2016 | −17,0%          | 3676 (t)               | 255%     | −8,5%                        | 138,4%                    | −3,4%                             | 20,9% (t)                              | 2566                        |
| 2017 | −15,7%          | 3807 (t)               | 438%     | −13,3%                       | 133,6%                    | 7,5%                              | 27,9% (t)                              | 2199                        |
| 2018 | −19,7%          | 3530 (t)               | 65.374%  | −30,3% (t)                   | 174,6% (t)                | 8,4%                              | 35,5% (t)                              | 1642                        |
| 2019 | −27,7% (t)      | 2624 (t)               | 19.906%  | −10,0% (t)                   | 205,1% (t)                | 5,9% (t)                          | -                                      | 1051                        |
| 2020 | −30,0% (t)      | 1567 (t)               | 2355%    | −5,0% (t)                    | 327,7% (t)                | −3,5% (t)                         | -                                      | 680                         |
| 2021 | 1,0% (t)        | 2090 (t)               | 1589%    | −4,6% (t)                    | 248,4 (t)                 | −1,2% (t)                         | -                                      | 678                         |
| 2022 | 8,0% (t)        | 3422 (t)               | 186,5%   | −6,0% (t)                    | 159,5 (t)                 | 3,6% (t)                          | -                                      | 735                         |
| 2023 | 4,0% (t)        | 3659 (t)               | 337,5%   | −3,4% (t)                    | 148,2 (t)                 | 3,4% (t)                          | -                                      | 853                         |

De economie van het land wordt zwaar geraakt door de lagere olieprijs en de daling van de olieproductie sinds begin 2015. De exportopbrengsten dalen waardoor er minder geld over blijft voor de import. Venezuela is van het buitenland afhankelijk voor veel producten en dit vertaalt zich in grote tekorten en lege winkels. De centrale bank brengt te veel geld in omloop en over 2016 taxeerde het Internationaal Monetair Fonds (IMF) de inflatie op 255% en voor 2020 zelfs 2,4 miljoen procent. Dit impliceert dat ongeveer elke 18 dagen de prijzen verdubbelen. De wisselkoers van de bolívar staat ook onder zware druk. Op de zwarte markt waren begin 2016 zo'n 800 bolívares (BsS) nodig voor een Amerikaanse dollar, terwijl dit medio 2021 was gestegen naar BsS 4,1 miljoen voor een dollar.
De overheid tracht de gevolgen van de hyperinflatie te verzachten door de prijzen van een stijgend aantal consumptiegoederen te reguleren. Dit leidt echter tot smokkel, tekorten en massaal hamstergedrag van basisbehoeften als toiletpapier, waspoeder, luiers en maandverbanden, maar ook van medisch materiaal en bepaalde geneesmiddelen. In juni 2013 begon gouverneur Cárdenas van de deelstaat Zulia met het rantsoeneren van een twintigtal basisgoederen, waaronder rijst en maïsmeel. Een jaar later volgde de nationale regering van Maduro zijn voorbeeld. Sinds april 2015 beperkt de winkelketen Farmatodo de aankopen van producten per klant.
De belangrijkste financieringsbron van het land was niet langer de olie-export, maar overmakingen van Venezolanen die met hun gezin naar het buitenland waren gevlucht.

### Energie
In het begin van de 20e eeuw waren diverse maatschappijen actief in het land op zoek naar olie. In 1913 zocht de Koninklijke Olie naar olie bij het Meer van Maracaibo en in 1914 was de eerste commerciële productie, op bescheiden schaal, van start gegaan. In 1920 werd bij het meer een groot olieveld gevonden, La Rosa. In december 1922 kwam de doorbraak, de Barosso-olieput werd geslagen en per dag stroomden zo'n 100.000 vaten olie naar boven. Deze ontdekking trok veel andere oliemaatschappijen aan en de olieproductie steeg explosief, van 1,4 miljoen vaten in 1921 naar 137 miljoen vaten in 1929.
Venezuela was in 1929, na de Verenigde Staten, de grootste olieproducent ter wereld. Op initiatief van Venezuela werd de OPEC op 14 september 1960 opgericht in Bagdad. In 1971 begon president Rafael Caldera met de nationalisatie van de olie- en gasindustrie. Dit proces werd afgerond op 1 januari 1976. Alle olie- en gasbelangen werden genationaliseerd en ondergebracht in het staatsenergiebedrijf Petróleos de Venezuela S.A. (PDVSA).
Venezuela beschikt over de grootste oliereserves in de wereld. Per jaareinde 2015 werden ze getaxeerd op 300 miljard vaten ofwel 17,7% van de bekende wereldwijde reserves. Saoedi-Arabië staat op de tweede plaats met een aandeel van 15,5%. Een groot deel van de reserves bestaat uit stroperige olie, vooral aangetroffen langs de rivier de Orinoco, wat minder eenvoudig winbaar is dan conventionele olie. De reserves zijn voldoende om het huidige productieniveau nog ruim 300 jaar vol te houden. In 2015 werden gemiddeld 2,6 miljoen vaten olie per dag geproduceerd. In 2005 was dit nog 3,3 miljoen vaten, maar door economisch wanbeheer is er onvoldoende geld beschikbaar om te investeren waardoor de productie daalt. De gasreserves zijn met 3% van het wereldtotaal een stuk kleiner, maar nog steeds aanzienlijk. De gasproductie is sinds 2005 redelijk stabiel gebleven en schommelt rond de 30 miljard m3 per jaar.
Voor de opwekking van elektriciteit wordt veel gebruik gemaakt van waterkracht. De Guridam is de grootste waterkrachtcentrale van het land en levert meer dan de helft van alle stroom.
Venezuela produceerde 168 miljoen ton olie-equivalent (Mtoe) in 2016, voor 96% olie en gas. Dat was veel meer dan nodig voor de energievoorziening, het TPES (total primary energy supply): 56 Mtoe. Het land exporteerde 111 Mtoe olie en gas. Van de energie ging ongeveer 22 Mtoe verloren bij conversie in de energie-industrie. Voor eindgebruikers resteerde 32 Mtoe waarvan 5,8 Mtoe = 67 TWh elektriciteit. De uitstoot van koolstofdioxide was 167 megaton, dat is 4 ton per persoon, iets minder dan het wereldgemiddelde 4,4 ton per persoon.
De brandstofprijzen voor de consument worden sinds 1945 laag gehouden door een subsidiesysteem. In 2015 kostte ongelode superbenzine aan de pomp omgerekend 1,58 Amerikaanse dollarcent per liter Dit geeft vooral in de grensstreek nabij Colombia, waar de brandstof veel duurder is, aanleiding tot een levendige smokkel en veroorzaakt soms ook tekorten.

### Valuta
Venezuela ondervond buitengewoon hard de daling van de internationale olieprijzen in het begin van de jaren 1980. Op 18 februari 1983 devalueerde de regering-Herrera de bolívar, de Venezolaanse munteenheid, een gebeurtenis die waarnaar de Venezolanen verwijzen als Viernes Negro (zwarte vrijdag). Daaropvolgende regeringen schreven de sanering van de staatsfinanciën in hun programma, maar zagen zich gedwongen steeds meer buitenlandse leningen aan te gaan.
In het begin van 2002 liet de regering de tijdelijke bevriezing van de wisselkoersen los, wat opnieuw leidde tot een sterke devaluatie van de bolívar. In januari 2008 werd de bolívar (Bs.) vervangen door de nieuwe bolívar fuerte (BsF.) die duizend oude bolívar waard was; er werden drie nullen geschrapt. De invoerperiode liep van 1 januari tot 30 juni 2008 en in deze periode waren beide munteenheden naast elkaar te gebruiken. Medio 2010 halveerde de wisselkoers van de BsF. Op 8 februari 2013 werd de vijfde devaluatie van de bolívar aangekondigd over een periode van 10 jaar. De officiële wisselkoers daalde van BsF 4,3 per Amerikaanse dollar naar BsF 6,3. Met deze maatregel nemen de inkomsten van de olie-export toe en de import van goederen wordt afgeremd. Volgens een taxatie van de kamer van koophandel van Caracas wordt 70% van alle producten die in Venezuela worden gekocht, geïmporteerd als eindproducten of halffabricaten.
Op de zwarte markt wordt ook in buitenlandse valuta gehandeld, in juni 2017 was hier de wisselkoers BsF 6000 per dollar. De munt verzwakte verder en op 20 augustus 2018 werd de bolívar soberano (BsS) ingevoerd met een waarde van 100.000 BsF. Door de aanhoudende hoge inflatie die het land plaagt, heeft de centrale bank besloten in oktober 2021 het geld weer te hervormen. Er zijn zes nullen van de bankbiljetten geschrapt en dit was de derde keer in 13 jaar tijd dat er nullen verdwijnen. Naast nieuwe bankbiljetten wil de centrale bank ook een digitale munt introduceren om het herdrukken van bankbiljetten tegen te gaan.

### Armoede
Volgens het Ontwikkelingsprogramma van de Verenigde Naties leeft in Venezuela 33% van de bevolking onder de nationale armoedegrens, Het CIA World Factbook schat voor 2015 dat 33,1% van de bevolking onder de nationale armoedegrens leeft. In Caracas breken in de zomer van 2016, ten gevolge van de armoede en honger onder een groot deel van de bevolking, voedselrellen uit. Volgens de Encuesta Nacional de Condiciones de Vida van 2019–2020 was het gemiddelde inkomen van de Venezolaan 72 Amerikaanse dollarcent per dag en op basis van deze informatie leefde 96% van de bevolking in armoede en 70% in extreme armoede. Veel Venezolanen vluchten naar het buitenland vanwege de humanitaire crisis, zo is de koopkracht sterk gedaald, is brandstof schaars en de politieke repressie moordend. In april 2021 gaf buurland Colombia zo'n twee miljoen Venezolaanse immigranten een verblijfsstatus voor tien jaar.

## Politiek
De Venezolaanse president wordt gekozen in directe en algemene verkiezingen en is zowel staatshoofd als regeringsleider. Zijn zittingstermijn is zes jaar. Sinds 15 februari 2009 mag de president ongelimiteerd herkozen worden. De president benoemt een vicepresident en bepaalt de omvang en samenstelling van het kabinet. De leden van het kabinet worden benoemd in samenwerking met de wetgevende macht. De president kan de wetgevende macht verzoeken om heroverweging van wetten, maar een parlementaire meerderheid is voldoende om een wet toch door te voeren.
Het Venezolaanse parlement, de Nationale Vergadering (Asamblea Nacional), bestaat uit één kamer. De 167 afgevaardigden zitten vijf jaar en kunnen twee keer herkozen worden. Drie zetels zijn gereserveerd voor de oorspronkelijke bevolking.
Het hoogste onderdeel van de rechtsprekende macht is het Hoger Tribunaal van Justitie (Tribunal Supremo de Justicia). De rechters worden verkozen door het parlement voor een periode van twaalf jaar.
Bij de presidentsverkiezingen van 2018 zou de zittende president Nicolás Maduro herkozen zijn. Omdat de geldigheid omstreden is heeft het parlement zijn voorzitter Juan Guaidó tot interim-president benoemd. Maduro erkent Guaidó niet als interim-president. Onder meer de VS, de meeste Zuid-Amerikaanse staten en een aantal landen van de EU doen dit wel. Onder meer Rusland en China erkennen Maduro als president.

### Politieke partijen
Vanaf 1959 is Venezuela een relatief stabiele democratie. Tot het begin van de jaren 90 maakten in feite twee partijen de dienst uit: de sociaaldemocratische Accion Democrática (AD) en de christendemocratische Partido Social Cristiano de Venezuela (COPEI). De AD leverde van 1964 tot 1969, van 1974 tot 1979 en van 1984 tot 1993 de president. De COPEI leverde van 1969 tot 1974 en van 1979 tot 1984 de president.
Sinds halfweg de jaren 90 is er veel veranderd in het politieke landschap en sinds 1993 maken de AD en de COPEI niet meer de dienst uit in het land. In 1993 werd een lid van de Democratische Convergentie (DC) president. Van 1998 tot zijn overlijden in maart 2013 was Hugo Chávez van de linkse Beweging van de Vijfde Republiek (MVR) president. 
In januari 2008 verzamelden diverse oppositiepartijen in Venezuela zich in een coalitie, Mesa de la Unidad Democrática (MUD). In april 2013 won Nicolás Maduro (MVR) de verkiezingen met een zeer kleine voorsprong. Maduro kreeg 50,76% van de stemmen en zijn tegenhanger Henrique Capriles (MUD) 49,07%.
Tijdens de verkiezingen van december 2015 heeft de oppositie twee derde van de zetels in het parlement bemachtigd. De oppositiecoalitie MUD behaalde 112 van de 165 zetels in het parlement. De macht van de ruim 15 jaar regerende socialistische partij van Maduro is hierdoor flink verzwakt. De economie van Venezuela krimpt fors door de sterk gedaalde olieprijzen, hoge inflatie en werkloosheid, het gevoel van onveiligheid en het tekort aan basisgoederen zorgden voor veel ongenoegen bij de kiezers.

## Media
Op 24 juli 2005 vond in Caracas, Venezuela, middels het uitzenden van een concert van populaire Mexicaanse, Puerto Ricaanse en Venezolaanse groepen, de lancering plaats van een nieuw Zuid-Amerikaans televisiestation, genaamd TeleSUR. De datum 24 juli was gekozen omdat op die dag in 1783 de vrijheidsstrijder Simón Bolívar geboren werd.
De verkiezing van Miss Venezuela is 's lands grootste nationale evenement.

## Sport
Tot na de onafhankelijkheid deed zich de Spaanse invloed gelden in een levendige belangstelling voor paardenrennen, rodeo en stierengevechten. De nationale sport bolas criollas kan beschouwd worden als een variant van bocce. Honkbal is al populair sinds 1895 en veel Venezolaanse talenten beproeven hun geluk in de honkbalcompetitie van de Verenigde Staten. Ook in het basketbal speelt Venezuela een opvallende rol. Voetbal is pas na de Tweede Wereldoorlog belangrijk geworden, aanvankelijk onder invloed van Europese immigranten.